# Tatochila orthodice
Tatochila orthodice är en fjärilsart som först beskrevs av Gustav Weymer 1890.  Tatochila orthodice ingår i släktet Tatochila och familjen vitfjärilar. Inga underarter finns listade i Catalogue of Life.